# Лејклајн (Охајо)
Лејклајн (енгл. Lakeline) град је у америчкој савезној држави Охајо.

## Демографија
По попису из 2010. године број становника је 226, што је 61 (37,0%) становника више него 2000. године.
| Група             | 2000.        | 2010.       |
| Белци             | 165 (100,0%) | 219 (96,9%) |
| Афроамериканци    | 0 (0,0%)     | 2 (0,9%)    |
| Азијати           | 0 (0,0%)     | 0 (0,0%)    |
| Хиспаноамериканци | 0 (0,0%)     | 2 (0,9%)    |
| Укупно            | 165          | 226         |